# ヴィルヘルム・フィッツェンハーゲン
ヴィルヘルム・フィッツェンハーゲン（Wilhelm Fitzenhagen, 1848年 - 1890年）は、ドイツのチェリスト、作曲家、教育者。

## 生涯
ブラウンシュヴァイク公国のゼーゼンに生まれる。父親は同地の楽長であった。5歳よりピアノとチェロ、ヴァイオリンの訓練を受ける。また、管楽器奏者が不足のときは、しばしば代わりを務めて急場を凌いだ。14歳よりテオドーレ・ミュラーに入門してチェロの学習を進め、ドレスデンのフリードリヒ・グリュッツマッヒャーのもとで研修を終えた。
フィッツェンハーゲンは1870年にヴァイマルのベートーヴェン音楽祭に出演して、同地の元楽長フランツ・リストの注目を惹き、ヴァイマル宮廷楽団に入団するよう説得されたが、既にモスクワ音楽院での教授職を引き受けていたため、その話は実現しなかった。
モスクワ時代はフィッツェンハーゲンの生涯の山場であり、ロシアで第一級のチェロ教師とみなされるようになった。ロシア音楽協会のソリストに選ばれ、ロシア音楽・オーケストラ同盟の総裁も任された。この団体を通じてソリストとして多くの演奏会に出演した。フィッツェンハーゲンは、チャイコフスキーから《ロココの主題による変奏曲》を献呈されたこと（およびこの作品を作曲者に無断で改竄し、今日でもその版で演奏される場合が多いこと）でも名高い。
フィッツェンハーゲンは60以上のチェロ作品を遺した。その中には、4つの協奏曲やチェロと管弦楽のための組曲、弦楽四重奏曲のほか、多数のサロン小品が含まれている。弦楽四重奏曲は、サンクトペテルブルク室内楽連盟から表彰された。

## 参考資料
- Campbell, Margaret, The Great Cellists (North Pomfret, Vermont: Trafalger Square Publishing, 1988). ISBN 0-943955-09-2.